# Brycinus longipinnis
Brycinus longipinnis е вид лъчеперка от семейство Alestidae. Видът не е застрашен от изчезване.

## Разпространение и местообитание
Разпространен е в Бенин, Габон, Гамбия, Гана, Гвинея, Гвинея-Бисау, Демократична република Конго, Екваториална Гвинея, Камерун, Кот д'Ивоар, Либерия, Нигерия, Сиера Леоне и Того.
Обитава крайбрежията на сладководни и полусолени басейни, реки и потоци.

## Описание
На дължина достигат до 12 cm.